# Daniel Taradash
Daniel Taradash (Louisville, 29 de janeiro de 1913 - Los Angeles, 22 de fevereiro de 2003) foi um roteirista estadunidense. Ele ganhou o Oscar de melhor roteiro adaptado pelo filme A Um Passo da Eternidade (1953).
Entre os outros créditos no cinema estão Désirée, o Amor de Napoleão (1954), Férias de Amor (1955), Sortilégio de Amor (1958), Morituri (1965), A Defesa do Castelo (1969), Mulheres de Médicos (1971) e O Outro Lado da Meia-Noite (1977).
Taradash atuou como presidente da Academia de Artes e Ciências Cinematográficas de 1970 a 1973. Ele foi o 20º presidente da AMPAS. Em 1972, ele  presenteou com um prêmio honorário Charlie Chaplin no Oscar 1972.
Taradash morreu de câncer no pâncreas em Los Angeles 

## Filmografia
- 1980: Humphrey Bogart, o Último Herói (telefilme)
- 1977: O Outro Lado da Meia Noite
- 1971: Mulheres de Médicos
- 1969: A Defesa do Castelo
- 1966: Havaí
- 1966: Tenente Kelly (sem créditos)
- 1965: Morituri
- 1958: Sortilégio do Amor
- 1956: No Despertar da Tormenta
- 1956: Férias de Amor
- 1954: Désirée, o Amor de Napoleão
- 1953: A um Passo da Eternidade (Oscar de melhor roteiro adaptado)
- 1952: Almas Desesperadas
- 1952: O Diabo Feito Mulher
- 1949: O Crime não Compensa
- 1948: 2 Prontos de Sorte (como Daniel Tradash)
- 1940: Um Pedacinho do Céu
- 1939: Conflito de Duas Almas
- 1939: For Love or Money'